# Phthirpediculus propitheci
Phthirpediculus propitheci är en insektsart som beskrevs av Ewing 1923. Phthirpediculus propitheci ingår i släktet Phthirpediculus och familjen ledlöss. Inga underarter finns listade i Catalogue of Life.